# Liceriusz
Liceriusz – imię męskie pochodzenia łacińskiego, oznaczające "przyzwalający". Patronem tego imienia jest św. Liceriusz (IV wiek).
Liceriusz imieniny obchodzi 27 sierpnia.
Żeński odpowiednik: Liceria